# Eta Scorpii
Eta Scorpii (η Sco / HD 155203 / HR 6380) es una estrella de magnitud aparente +3,33 situada en la constelación del Escorpión.
Es la estrella más meridional entre las que forman la figura clásica de la constelación, no siendo visible por encima de latitud 47°N.
A diferencia de muchas de las estrellas del Escorpión, estrellas OB pertenecientes a la asociación estelar de Scorpius-Centaurus, Eta Scorpii es una estrella mucho más cercana —distante 72 años luz— de tipo espectral F5, catalogada indistintamente como gigante, subgigante o estrella de la secuencia principal. Su luminosidad, 17,5 veces mayor que la luminosidad solar, y su temperatura superficial de ~6700 K, conducen a un diámetro 3,1 veces más grande que el del Sol. Estos parámetros indican que Eta Scorpii apenas está iniciando su transformación en gigante; parece que acaba de finalizar la combustión de su hidrógeno interno, por lo que en rigor se debe ser considerada como una verdadera subgigante. Con una masa de 1,7 masas solares, puede tener una edad aproximada de 1800 millones de años.
Eta Scorpii muestra una alta velocidad de rotación, igual o superior a 155 km/s, implicando un periodo de rotación de menos de un día. El campo magnético estelar existente, consecuencia de su rápida rotación, produce el calentamiento de su corona, la cual emite rayos X. Tiene una metalicidad comparable a la del Sol.